# Mercedes-Benz O 302

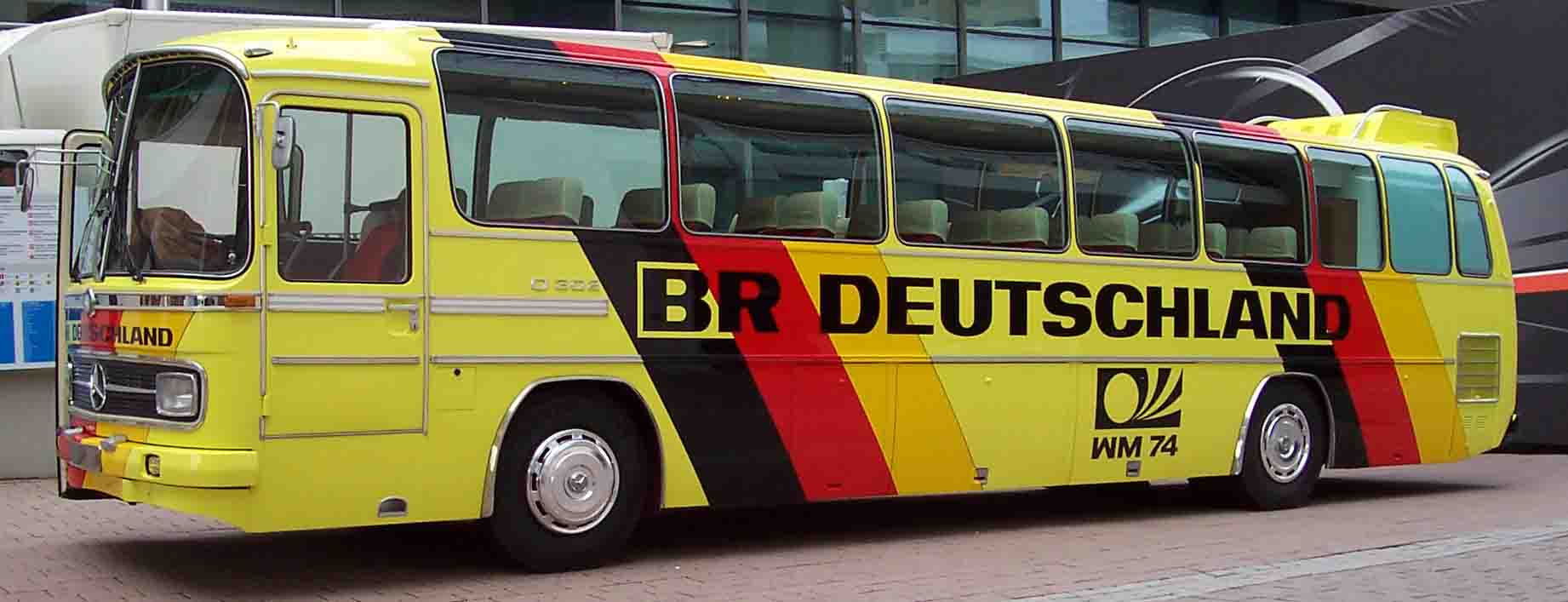
Nachbau des O 302 der deutschen Fußballnationalmannschaft

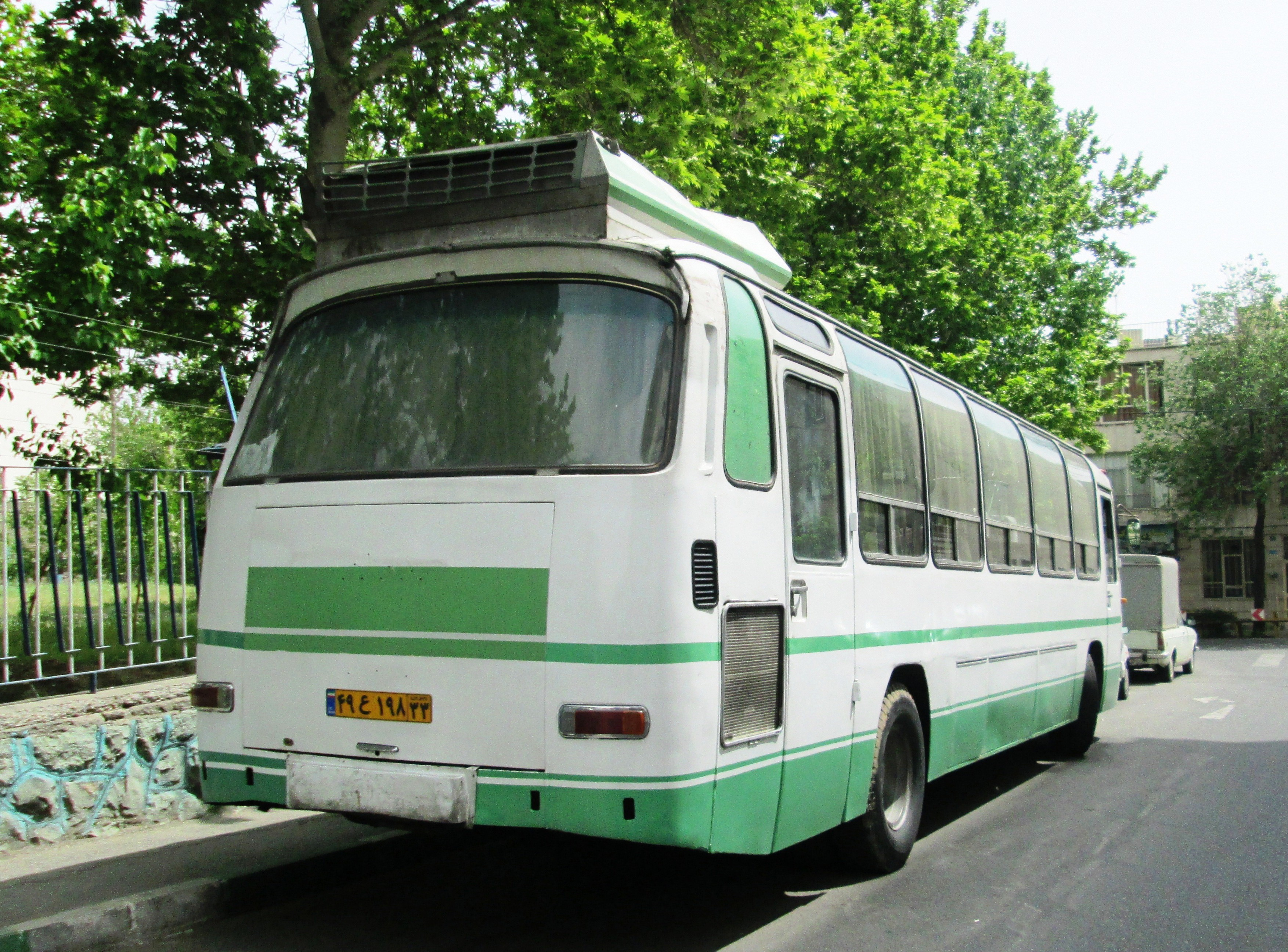
Heckansicht

Der Mercedes-Benz O 302 ist ein Autobusmodell der Daimler-Benz AG, das 1965 vorgestellt wurde. Ausgeführt ist der O 302 als Hochflursolobus für den Stadt-, Überland- und Fernreiseverkehr. Bis 1976 wurden mehr als 32.000 Exemplare des O 302 gebaut. Auf Basis des O 302 baute Daimler-Benz ab 1969 den OE 302, einen Elektrobus. Auch einige Fremdhersteller bauten Fahrzeuge auf Basis des O 302. Bei Biamax wurde der O 302 in Lizenz gefertigt, und ab 1976 mit dem Heck und dem Grill des O 303. 1974 dienten O 302 als Mannschaftsbusse während der Fußball-Weltmeisterschaft in Deutschland.

## Technik und Beschreibung
Es gibt mehrere Ausführungen des O 302, mit 10, 11, 12 oder 13 Sitzreihen, alle davon mit zwei Achsen und in Hochflurbauweise. Ausgeführt ist der O 302 in semiintegraler Bauweise, das heißt, er hat einen Bodenrahmen, aber eine selbsttragende Karosserie. Je nach Ausführung ist der O 302 zwischen 9,6 und 11,9 m lang und hat eine zulässige Gesamtmasse von 11,6 bis 14,5 t. Wahlweise wurden normalhohe Seitenfenster oder Fenster mit zusätzlicher Dachrandverglasung eingebaut.

### Fahrwerk
Der Bodenrahmen ist ein Profilgerippe, an dem die beiden Achsen aufgehängt sind. Sowohl Vorder- als auch Hinterachse sind Starrachsen, die an Lenkern geführt werden. Wahlweise konnte der O 302 mit Schraubenfedern an der Vorderachse und Blattfedern an der Hinterachse oder Luftfedern geliefert werden, an der Hinterachse sind die Federn doppelt. Ab 1971 war die Luftfederung serienmäßig bei allen Fahrzeugen eingebaut. Stoßdämpfer sind vorne und hinten eingebaut. Die Räder sind Stahlscheibenräder, es sind Reifen der Dimension 9–20” aufgezogen; hinten ist der Bus doppeltbereift. Er hat ein hydraulisches Zweikreisbremssystem mit Druckluftunterstützung und Trommelbremsen an allen Rädern. Gelenkt wird mittels ZF-Kugelmutterumlauflenkung mit Servounterstützung, der O 302 ist ein Linkslenker.

### Motor und Kraftübertragung
Den O 302 gibt es mit vier verschiedenen Reihensechszylindersaugdieselmotoren, dem 5,7-Liter-OM 352, dem 8-Liter-OM 327, dem 8,7-Liter-OM 360 und dem 11,6-Liter-OM 355. Alle Motoren haben Direkteinspritzung und Wasserkühlung. Das Leistungsspektrum reicht von 126 PS bis 240 PS (93 kW bis 176 kW). Das Drehmoment wird über eine Einscheibentrockenkupplung von Fichtel & Sachs auf ein Fünfganggetriebe von Daimler-Benz übertragen, das handgeschaltet und in den Vorwärtsgängen synchronisiert ist. Später wurde auch ein Achtganggetriebe angeboten. Vom Getriebe wird das Drehmoment über eine kurze Antriebswelle auf die Hinterachse übertragen. Für Stadt- und Überlandverkehr konnte zwischen zwei verschiedenen Übersetzungsverhältnissen gewählt werden.

## Technische Daten
| Kenngrößen                        | O 302 10R                                      | O 302 11R                                      | O 302 12R                                                           | O 302 13R                                      | O 302 13R                                                       | O 302 13R                                                           |
| --------------------------------- | ---------------------------------------------- | ---------------------------------------------- | ------------------------------------------------------------------- | ---------------------------------------------- | --------------------------------------------------------------- | ------------------------------------------------------------------- |
| Baujahre                          | 1965                                           | 1965                                           | 1965 [1966]                                                         | 1967                                           | 1969                                                            | 1967 [1969]                                                         |
| Max. zulässige Gesamtmasse        | 11.600 kg                                      | 14.050 kg                                      | 12.000 kg – 14.520 kg                                               |                                                |                                                                 | 14.500 kg                                                           |
| Länge                             | 9618 mm                                        | 10.150 mm                                      | 10.950 mm                                                           | 11.900 mm                                      | 11.900 mm                                                       | 11.900 mm                                                           |
| Breite                            | 2500 mm                                        | 2500 mm                                        | 2500 mm                                                             | 2500 mm                                        | 2500 mm                                                         | 2500 mm                                                             |
| Höhe                              | 3026 mm (3057 mm)                              | 2940 mm (2965 mm)                              | 3049 mm (2965 mm)                                                   |                                                |                                                                 | (2979 mm)                                                           |
| Radstand                          | 4685 mm                                        | 5050 mm                                        | 5850 mm                                                             |                                                |                                                                 | 6055 mm                                                             |
| Spurweite (vorn/hinten)           | 1905/1748 mm                                   | 1950/1749 mm                                   | 1950/1789 mm                                                        |                                                |                                                                 | 1994/1799 mm                                                        |
| Bodenfreiheit                     | 195 mm                                         | 195 mm                                         | (180 mm)                                                            |                                                |                                                                 | (233 mm)                                                            |
| Sitzreihen                        | 10                                             | 11                                             | 12                                                                  | 13                                             | 13                                                              | 13                                                                  |
| Sitzplätze (Stadt/Stadt/Überland) | 32/60/57                                       | 35/67/62                                       | 35/66/67                                                            |                                                |                                                                 |                                                                     |
| Getriebe                          | Daimler-Benz G32                               | Daimler-Benz G32                               | Daimler-Benz G60                                                    |                                                | Daimler-Benz G70/4                                              | Daimler-Benz G70/4                                                  |
| Reifen                            | 8,25–20″ Super (9–20″ verstärkt)               | 8,25–20″ Super (9–20″ verstärkt)               | 9–20″ verstärkt (9–20″ Super)                                       |                                                |                                                                 | 7,5–20″ HB                                                          |
| Motortype                         | OM 352                                         | OM 352                                         | OM 327                                                              | OM 327                                         | OM 360                                                          | OM 355                                                              |
| Motorbauart                       | Wassergekühlter Reihensechszylinderdieselmotor | Wassergekühlter Reihensechszylinderdieselmotor | Wassergekühlter Reihensechszylinderdieselmotor                      | Wassergekühlter Reihensechszylinderdieselmotor | Wassergekühlter Reihensechszylinderdieselmotor                  | Wassergekühlter Reihensechszylinderdieselmotor                      |
| Gemischaufbereitung               | Direkteinspritzung                             | Direkteinspritzung                             | Direkteinspritzung                                                  | Direkteinspritzung                             | Direkteinspritzung                                              | Direkteinspritzung                                                  |
| Hubraum                           | 5675 cm³                                       | 5675 cm³                                       | 7980 cm³                                                            | 7980 cm³                                       | 8725 cm³                                                        | 11.581 cm³                                                          |
| Bohrung × Hub                     | 97 mm × 128 mm                                 | 97 mm × 128 mm                                 | 115 mm × 128 mm                                                     | 115 mm × 128 mm                                | 115 mm × 140 mm                                                 | 128 mm × 150 mm                                                     |
| Nennleistung (DIN 70020)          | 93 kW (126 PS) bei 2800 min−1                  | 93 kW (126 PS) bei 2800 min−1                  | 110 kW (150 PS) bei 2600 min−1 [118 kW (160 PS) bei 2600 min−1]     | 118 kW (160 PS) bei 2600 min−1                 | 125 kW (170 PS) bei 2200 min−1 [141 kW (192 PS) bei 2500 min−1] | 169 kW (230 PS) bei 2200 min−1 [177 kW (240 PS) bei 2200 min−1]     |
| Max. Drehmoment (DIN 70020)       | 353 N·m (36 kp·m) bei 1600 min−1               | 353 N·m (36 kp·m) bei 1600 min−1               | 461 N·m (47 kp·m) bei 1500 min−1 [490 N·m (50 kp·m) bei 1500 min−1] | 490 N·m (50 kp·m) bei 1500 min−1               | 579 N·m (59 kp·m) bei 1500 min−1                                | 794 N·m (81 kp·m) bei 1300 min−1 [824 N·m (84 kp·m) bei 1400 min−1] |
| Höchstgeschwindigkeit             | 86,1 km/h                                      | 86,1 km/h                                      | 85,6 km/h                                                           |                                                |                                                                 |                                                                     |
| Kraftstoffverbrauch (DIN 70030)   |                                                |                                                |                                                                     |                                                |                                                                 | 17,3 l/100 km                                                       |
| Quelle                            | [ 5 ]                                          | [ 5 ]                                          | [ 6 ] [ 7 ]                                                         | [ 8 ]                                          | [ 9 ]                                                           | [ 10 ]                                                              |

- Werte in Klammern (): Für Fahrzeuge mit Luftfederung
- Werte in eckigen Klammern []: Für Fahrzeuge ab Baujahr x